# Munster (Baixa Saxônia)
Munster é uma cidade da Alemanha localizada no distrito de Heidekreis, estado de Baixa Saxônia.